# Diaphorina enormis
Diaphorina enormis  (лат.) — вид полужесткокрылых насекомых-листоблошек рода Diaphorina из семейства Liviidae.

## Распространение
Африка (Судан) и Азия: Йемен, Иран, Саудовская Аравия, Оман, ОАЭ.

## Описание
Мелкие листоблошковые насекомые с прыгательными задними ногами. 
Питаются соками растений, таких как Leptadenia
(семейство Кутровые, порядок Горечавкоцветные). Передние крылья расширенные у вершины. Усики короткие. Щёчные конусы шаровидные. Вершина задней голени несёт 6 прыгательных шипиков (равноудалённых друг от друга). 
Вид был впервые описан в 1978 году российским энтомологом М. М. Логиновой (Зоологический институт АН СССР, Ленинград) вместе с видами D. linnavuorii и D. luteola, D. tamaricis, D. zygophylli. Включён в состав рода Diaphorina Löw, 1880 вместе с видами D. acokantherae (Pettey, 1924), D. aegyptiaca  Puton 1892, D. albomaculata Capener, 1970, D. amoena Capener, 1970, D. auberti Hollis, 1987, D. bicolor Capener, 1970, D. bikanerensis Mathur 1975, D. bispinulata Hollis, 1987, D. brevicornis Pettey, 1933, и другими.